# 小行星1161
小行星1161（1161 Thessalia）是一颗围绕太阳公转的小行星。1929年9月29日，卡爾·威廉·萊茵姆特在海德堡发现了此天体。
該小行星以希臘地理區域色薩利命名。
这颗小行星的绝对星等为305.891203334577等。